# Kim Hyang-gi
Kim Hyang-gi (김향기?, 金香起?, Gim HyanggiLR, Kim HyangkiMR; Yongin, 9 agosto 2000) è un'attrice sudcoreana.
Ha iniziato la sua carriera apparendo in uno spot pubblicitario per Paris Baguette insieme a Jung Woo-sung. Il suo primo ruolo attoriale è stato nel 2006 nella pellicola Ma-eum-i.... Successivamente è stata protagonista in Bang-ul tomato (2008) e si è fatta notare per il ruolo della figlia di Song Yoon-ah in Wedding Dress (2010). Nel 2013 ha ottenuto un MBC Drama Award alla Miglior giovane attrice per la serie televisiva di ambientazione scolastica Yeo-wang-ui gyosil. Tra i riconoscimenti ricevuti per le sue prove attoriali figurano anche un Baeksang Arts Award per U-ahan geojinmal, due Blue Dragon Film Award per Sin-gwa hamkke: Joe-wa beol e un KBS Drama Award per Nun-gil.

## Filmografia

### Cinema
- Ma-eum-i... (마음이...?), regia di Park Eun-young e Oh Dal-gyun (2006)
- Bang-ul tomato (방울토마토?), regia di Jung Young-bae (2008)
- Girl Scouts (걸스카우트?), regia di Kim Sang-man (2008)
- Jalmotdoen mannam (잘못된 만남?), regia di Jung Young-bae (2008) – cameo
- Geurimja sar-in (그림자 살인?), regia di Park Dae-min (2009)
- Wedding Dress (웨딩드레스?), regia di Kwo Hyung-jin (2010)
- Haegyeolsa (해결사?), regia di Kwon Hyuk-jae (2010)
- Geudaereul saranghamnida (그대를 사랑합니다?), regia di Choo Chang-min (2011) – cameo
- Baramgwa hamkke sarajida (바람과 함께 사라지다?), regia di	Kim Joo-ho (2012)
- Neukdae sonyeon (늑대소년?), regia di Jo Sung-hee (2012)
- U-ahan geojinmal (우아한 거짓말?), regia di Lee Han (2014)
- Oppasaenggak (오빠생각?), regia di Lee Han (2016) – cameo
- Teukbyeolsusa: Sahyeongsu-ui pyeonji (특별수사: 사형수의 편지?), regia di Kwon Jong-gwan (2016)
- Nun-gil (눈길?), regia di Lee Na-jung (2017)
- Sin-gwa hamkke: Joe-wa beol (신과함께-죄와 벌?), regia di Kim Yong-hwa (2017)
- Sin-gwa hamkke: In-gwa yeon (신과함께-인과 연?), regia di Kim Yong-hwa (2018)
- Yeongju (영주?), regia di Cha Sung-duk (2018)
- Jeung-in (증인?), regia di Lee Han (2019)
- I (아이?), regia di Kim Hyun-tak (2021)
- Space Sweepers (승리호?, SeungnihoLR), regia di Jo Seung-hee (2021)
- Hansan: Yong-ui chulhyeon (한산: 용의 출현?), regia di Kim Han-min (2022)

### Televisione
- Bullyang gajok (불량가족?) – serie TV (2006)
- Sogeum-inhyeong (소금인형?) – serie TV (2007)
- Motdoen sarang (못된 사랑?) – serie TV (2007-2008)
- Bam-imyeon bammada (밤이면 밤마다?) – serie TV (2008)
- Hero (히어로?) – serie TV (2009-2010)
- Yeo-wang-ui gyosil (여왕의 교실?) – serie TV (2013)
- Pluto bimilgyeolsadae (플루토 비밀결사대?) – serie TV (2014)
- Boksu note (복수노트?) – serie TV (2018)
- Johmattaeng (좋맛탱?) – miniserie TV (2018)
- Yeor-yeodeolb-ui sun-gan (열여덟의 순간?) – serie TV (2019)
- Joseon jeongsin-gwa uisa Yu Se-pung (조선 정신과 의사 유세풍?) – serie TV (2022-2023)
- Play, Plii (플레이, 플리?) – serie TV (2023)